# Essuatíni nos Jogos Olímpicos
Essuatíni participou pela primeira vez dos Jogos Olímpicos em 1972. Eles não disputaram as duas edições seguintes mas voltaram nos jogos de 1984 em Los Angeles. Eles participaram de todos os jogos desde então. Sua estreia nos Jogos Olímpicos de Inverno ocorreu em 1992 mas eles não participaram desde então.
Eles têm sido representados pela Associação dos Jogos Olímpicos e da Comunidade Britânica da Essuatíni desde 1972.
Eles nunca ganharam uma medalha em sua participação nos jogos.

## Quadros de medalhas
| Edição              | Atletas      | Medalha de ouro | Medalha de prata | Medalha de bronze | Total de medalhas | Pos. |
| ------------------- | ------------ | --------------- | ---------------- | ----------------- | ----------------- | ---- |
| 1972 Munique        | 2            | 0               | 0                | 0                 | 0                 | —    |
| 1976 Montreal       | Não competiu |                 |                  |                   |                   |      |
| 1980 Moscou         | Não competiu |                 |                  |                   |                   |      |
| 1984 Los Angeles    | 8            | 0               | 0                | 0                 | 0                 | —    |
| 1988 Seul           | 11           | 0               | 0                | 0                 | 0                 | —    |
| 1992 Barcelona      | 6            | 0               | 0                | 0                 | 0                 | —    |
| 1996 Atlanta        | 6            | 0               | 0                | 0                 | 0                 | —    |
| 2000 Sydney         | 6            | 0               | 0                | 0                 | 0                 | —    |
| 2004 Atenas         | 3            | 0               | 0                | 0                 | 0                 | —    |
| 2008 Pequim         | 4            | 0               | 0                | 0                 | 0                 | —    |
| 2012 Londres        | 3            | 0               | 0                | 0                 | 0                 | —    |
| 2016 Rio de Janeiro | 2            | 0               | 0                | 0                 | 0                 | —    |
| 2020 Tóquio         | 4            | 0               | 0                | 0                 | 0                 | —    |
| 2024 Paris          | 3            | 0               | 0                | 0                 | 0                 | —    |
| 2028 Los Angeles    |              |                 |                  |                   |                   | —    |
| 2032 Brisbane       |              |                 |                  |                   |                   | —    |
| Total               | Total        | 0               | 0                | 0                 | 0                 | —    |

| Edição                       | Atletas      | Medalha de ouro | Medalha de prata | Medalha de bronze | Total de medalhas | Pos. |
| ---------------------------- | ------------ | --------------- | ---------------- | ----------------- | ----------------- | ---- |
| 1992 Albertville             | 1            | 0               | 0                | 0                 | 0                 | —    |
| 1994 Lillehammer             | Não competiu |                 |                  |                   |                   |      |
| 1998 Nagano                  | Não competiu |                 |                  |                   |                   |      |
| 2002 Salt Lake City          | Não competiu |                 |                  |                   |                   |      |
| 2006 Turim                   | Não competiu |                 |                  |                   |                   |      |
| 2010 Vancouver               | Não competiu |                 |                  |                   |                   |      |
| 2014 Sóchi                   | Não competiu |                 |                  |                   |                   |      |
| 2018 PyeongChang             | Não competiu |                 |                  |                   |                   |      |
| 2022 Pequim                  | Não competiu |                 |                  |                   |                   |      |
| 2026 Milão-Cortina d'Ampezzo |              |                 |                  |                   |                   | —    |
| Total                        | Total        | 0               | 0                | 0                 | 0                 | —    |